# Genocidi d'al-Anfal
El genocidi d'al-Anfal, també conegut com Operació a el-Anfal (en àrab: حملة الأنفال), Genocidi Kurd, Campanya d'al-Anfal o simplement Anfal, va ser una campanya contra la població kurda (i altres poblacions no àrabs) al nord de l'Iraq, liderat pel règim baasista de Saddam Hussein i dirigit per Ali Hassan al-Majid en les etapes finals de la guerra entre l'Iran i l'Iraq (1980-1988). La campanya pren el seu nom de la Sura al-Anfal al Alcorà (llibre sagrat de l'islam), que va ser el nom clau usat pel règim baasista per a una sèrie d'atacs sistemàtics contra el poble kurd al nord d'Iraq, entre els anys 1986 i 1989. La campanya es va dirigir també contra altres comunitats minoritàries del país incloent assiris, xabaks, iazidis, jueus, mandeus i turcmans. S'estima que entre 50.000 i 182.000 persones van ser assassinades.
Suècia, Noruega i el Regne Unit reconeixen oficialment la campanya al-Anfal com a genocidi. El 5 de desembre de 2012, el parlament suec (Riksdag) va aprovar una resolució per part del Partit Verd per reconèixer oficialment la campanya com a genocidi. La resolució va ser aprovada per tots els 349 membres del parlament. El 28 de febrer de 2013 la Cambra dels Comuns del Parlament britànic va reconèixer formalment el genocidi Anfal.

## Resum
La campanya d'Anfal va començar el 1986 i va durar fins a 1989, i va ser encapçalada per Ali Hassan al-Majid (cosí de l'aleshores líder iraquià Saddam Hussein). La campanya Anfal va incloure bombardejos aeris, destrucció sistemàtica de ciutats, deportacions en massa, escamots d'afusellament i guerra química, que li va valer a el-Majid el sobrenom de "Ali el Químic".
Milers de civils van ser assassinats durant les campanyes antiinsurgentes que es van estendre des de la primavera de 1987 fins a la tardor de 1988. Els atacs van ser part d'una campanya de llarga durada que va destruir aproximadament 4.500 poblacions kurdes en zones del nord d'Iraq i s'estima que van desplaçar almenys un milió d'habitants d'un total de 3,5 milions de kurds. Amnistia Internacional va recollir els noms de més de 17.000 persones desaparegudes durant 1988. La campanya es categoritzada com a genocida per naturalesa. També es caracteritza com generocida, perquè els homes en "edat de combatre" van ser els objectius principals, segons Human Rights Watch. Segons els fiscals iraquians prop de 182.000 persones van ser assassinades.

## Conseqüències

### Estadístiques
Segons HRW durant la campanya al-Anfal el govern iraquià:
- Va massacrar de 50.000 civils no combatents que van incloure a dones i nens;[10]
- Va destruir prop de 4.655 poblacions del Kurdistan iraquià. Entre abril de 1987 i agost de 1988, un total de 250 municipis van rebre atacs d'armes químiques;[11]
- Va destruir 1.754 escoles, 270 hospitals, 2.450 mesquites i 27 esglésies;[12]
- Va acabar amb prop del 90 % dels municipis kurds a les zones seleccionades.[13]

### Violació de drets humans
Les campanyes de 1987-89 es van caracteritzar per les següents violacions als drets humans:
a) execucions massives sumàrias i desaparicions en massa de desenes de milers de no combatents, entre ells un gran nombre de dones i nens i, de vegades, de tota la població d'algunes poblacions;
b) l'ús generalitzat d'armes químiques, incloent gas mostassa i l'agent nerviós GB, o sarín, contra la ciutat de Halabja, així com dotzenes de municipis kurds, assassinant a milers de persones, principalment dones i nens;
c) la destrucció total d'unes 2.000 poblacions, que es descriuen en els documents del govern com "cremada", "destruïda", "derrocada" i "purificada", així com almenys una dotzena de grans ciutats i centres administratius (nahyas i qadhas). Des de 1975, uns 4.000 municipis kurds van ser destruïdes.
d) Human Rights Watch estima que entre 50.000 i 100.000 persones van perdre la vida. Algunes fonts kurdes estimen que el nombre d'assassinats és de 182.000 kurds.
e) els enginyers de l'Exèrcit van destruir la gran ciutat kurda de Qala Dizeh (la població de la qual era de 70.000) i els seus voltants declarant-la una “zona prohibida”, eliminant l'últim centre important de població proper a la frontera amb Iran.

### Genocidi
L'article 2 de la Convenció de les Nacions Unides sobre la Prevenció i la Sanció de el Delicte de Genocidi, de 1949, defineix el genocidi com "actes perpetrats amb la intenció de destruir, totalment o parcialment, a un grup nacional, ètnic, racial o religiós". Al desembre de 2005, un tribunal de l'Haia, a Holanda, va dictaminar que la matança de milers de kurds a l'Iraq a la dècada de 1980 va ser en realitat un acte de genocidi. El tribunal va sentenciar que es considera "legal i convincentment provat que la població kurda compleix amb el requisit establert de ser grup ètnic en els convenis de genocidi. El tribunal no té una altra conclusió que aquests atacs van ser perpetrats amb la intenció de destruir la població kurda de l'Iraq".

### Actitud dels Estats Units
L'escriptor Joost R. Hiltermann va dir que el govern dels Estats Units, concretament el Departament d'Estat, van ser un suport important per ajudar el seu aliat Saddam Hussein per evitar qualsevol censura seriosa per a la campanya i en particular l'atac contra rebels i civils a la ciutat de Halabja.

## Judicis

### Judici de Saddam Hussein
En una entrevista emesa a la televisió iraquiana el 6 de setembre de 2005, el president iraquià Jalal Talabani va dir que els jutges havien extret directament confessions de Saddam Hussein que havia ordenat assassinats en massa i altres "crims" durant el seu règim i que ell mereixia morir. Dos dies després l'advocat de Saddam va negar que ell digués tals paraules.

### Judici al-Anfal
El juny de 2006 el Tribunal Especial Iraquià va anunciar que Saddam Hussein i sis acusats anirien a judici el 21 d'agost de 2006, en relació amb la Campanya a el-Anfal. Al desembre de el mateix any Saddam va ser portat a judici pel genocidi en l'Operació a el-Anfal. El judici per la Campanya Anfal encara estava en curs el 30 de desembre de 2006, quan Saddam Hussein va ser executat pel seu paper relacionat amb la massacre de Dujail.
El judici d'al-Anfal va entrar en recés el 21 de desembre de 2006 i quan es va reprendre el 8 de gener de 2007, els càrrecs restants contra Hussein van ser retirats. Sis dels acusats van continuar sent jutjats pel seu paper en la campanya. El 23 de juny de 2007, Ali Hassan al-Majid, Sultan Hashem Ahmed i Hussein Rashid Mohammed van ser condemnats a morir a la forca per genocidi i altres càrrecs relacionats. Farhan Jubouri i Abdel Saber Aziz al-Douri, per la seva banda, van ser condemnats a cadena perpètua i Taher Tawfiq al-Ani va ser absolt.
Al-Majid va ser acusat de crims de guerra, crims de lesa humanitat i genocidi. Va ser declarat culpable al juny de 2007 i va ser condemnat a mort. La seva apel·lació de la sentència de mort va ser rebutjada el 4 de setembre de 2007, va ser condemnat a mort per quarta vegada el 17 de gener de 2010 i va ser penjat vuit dies més tard.